# Wał korbowy

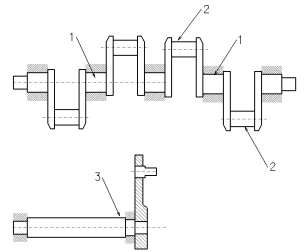
Dwa warianty wałów: z wykorbieniami (góra) i korbą (dół)

Schemat silnika spalinowego, wał korbowy zaznaczony kolorem czerwonym

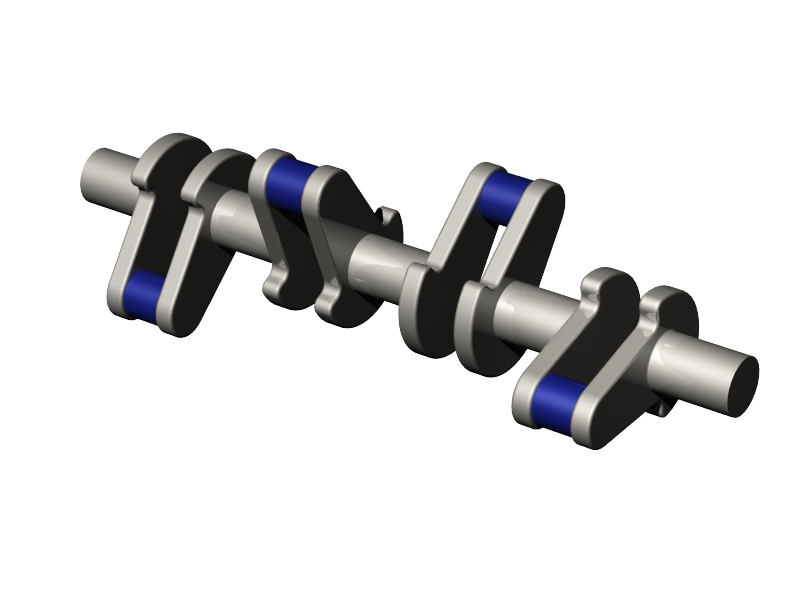
Wał korbowy silnika czterotłokowego. Na niebiesko – czopy korbowodowe

Wał korbowy (lub wał wykorbiony) – rodzaj wału, posiadającego czopy przesunięte względem swojej osi. Służy zwykle do zamiany ruchu posuwisto-zwrotnego na obrotowy, będąc elementem mechanizmu korbowego.
Nazwy wał korbowy i wykorbiony stosowane bywają zamiennie, lecz podawanym kryterium podziału jest posiadanie przez wał korb (wał korbowy) lub wykorbień (wał wykorbiony). Zwyczajowo wałem korbowym nazywa się wał będący częścią silnika tłokowego, sprężarki tłokowej i podobnych im urządzeń.
W budowie wału korbowego wyróżnić można czopy główne(1), leżące w osi łożysk wału i o trochę mniejszym przekroju czopy korbowe(2), oddalone od tej osi.
Najczęściej spotykane są stalowe wały kute, rzadziej stosuje się odlewane wały żeliwne (żeliwo sferoidalne lub perlityczne). Wały korbowe odkuwane są ze stali węglowej bądź rzadziej ze stali stopowej. Kształt wału zależy głównie od układu i liczby cylindrów i kolejności zapłonu.

## Budowa wału korbowego
- Czopy główne
- Czopy korbowe
- Przeciwciężar
- Tarcza koła zamachowego
- Ramię wykorbienia – łączące czopy

Wał korbowy silnika spalinowego jest drążony, wewnątrz pod ciśnieniem jest tłoczony olej silnikowy smarujący panewki stopy korbowodu oraz czopy główne wału. W przypadku silnika dwusuwowego smarowanego mieszankowo, wał korbowy jest pełny i dzielony celem montażu łożysk tocznych przy czopach głównych i korbowych. Wały silników wysokoprężnych dwusuwowych są wykonane podobnie jak wały silników czterosuwowych (drążone). Wały silników największych (zob. silnik wodzikowy) są wykonywane z oddzielnych elementów i łączone poprzez tarcie na specjalnych prasach o dużej sile nacisku.
Na zakończeniu wału korbowego osadzane bywają elementy takie jak: koła zębate pompy oleju, napędu rozrządu, koła zamachowego, itd.

## Technologia produkcji
Wały korbowe produkuje się z wykorzystaniem specjalistycznych pras kuźniczych do metalu. Do lat 60. wykorzystywano metodę francuską tzw. metodę RR. W 1961 roku polski wynalazca Tadeusz Rut z Centralnego Laboratorium Obróbki Plastycznej w Poznaniu opracował wydajniejszą technologię metodę TR .